# Équipe d'Allemagne de football américain
L'équipe d'Allemagne de football américain représente la Fédération d'Allemagne de football américain lors des compétitions internationales, comme le Championnat d'Europe de football américain depuis 1983, la Coupe du monde de football américain depuis 1999 ou les Jeux mondiaux depuis 2005.
Vice-champions d'Europe en titre, les Allemands sont qualifiés pour participer à la phase finale de la Coupe du monde en juillet 2007 au Japon.

## Palmarès
Coupes du Monde de football américain
- 1999 : éliminés en qualifications préliminaires
- 2003 :  Médaille de bronze. Vainqueur en finale pour la 3e place de la France 36-7.
- 2007 :  Médaille de bronze. Vainqueur en finale pour la 3e place de la Suède 7-0.
- 2011 : Cinquième. Vainqueur en finale pour la 5e place de la France 21-17.

Jeux mondiaux
- 2005 :  Médaille d'or des Jeux mondiaux 2005. Vainqueur en finale de la Suède 20-6.

Championnats d'Europe de football américain
- 1983 : Demi-finaliste. Éliminé par la Finlande 33-8.
- 1985 : Demi-finaliste. Éliminé par l'Italie 13-11.
- 1987 :  Médaille d'argent. Battus en finale par l'Italie 24-22.
- 1989 : Demi-finaliste. Éliminé par la Grande-Bretagne 28-8.
- 1991 : non inscrit
- 1993 : Demi-finaliste. Éliminé par la Finlande 10-0.
- 1995 : Quart de finaliste. Éliminé par l'Ukraine.
- 1997 : éliminés en qualifications préliminaires
- 2000 :  Médaille d'argent. Battus en finale par la Finlande 27-6.
- 2001 :  Médaille d'or. Vainqueur en finale de la Finlande 19-7.
- 2005 :  Médaille d'argent. Battus en finale par la Suède 16-3.
- 2010 :  Médaille d'or. Vainqueur en finale de la France 26-10.
- 2014 :  Médaille d'or. Vainqueur en finale de l'Autriche 30-27 après prolongation.

## Sources
- Encyclopédie du football américain sur le site warriorsbologna.it